# 新安東金氏
新安東金氏（韓語：신 안동 김씨）是朝鮮半島慶尚北道首府安東市的一個本貫，與舊安東金氏亦有血源關係。新安東金氏在朝鮮王朝後期權傾朝野，家族內曾有三位女性成為王后（哲仁王后、純元王后、孝顯王后），並有多人曾出任領議政。根據1985年的人口統計，新安東金氏在韓國的宗親大約有二萬人左右。

## 起源
新安東金氏是新羅王朝的直系後人。他們的始祖是孝恭王的孫子金宣平（김선평），與舊安東金氏是同宗。

## 著名人物
- 金大孝
  - 金尚憲 （김상헌）：金尚容弟，生父是金克孝，左議政，是金大孝的過繼兒子。官場上的新安東金氏大多數都是他的後人。另外，壯洞金氏（장동김씨）亦沿自這一脈。
    - 金光燦
      - 金壽增
        - 金昌肅

      - 金壽恒
        - 金昌集
          - 金好謙
            - 金峻行：生父是金濟謙
              - 金履信
                - 金文淳（김문순）

          - 金濟謙
            - 金達行
              - 金履中
                - 金祖淳：朝鮮純祖時期權臣。
                  - 金逌根（김유근）
                  - 金元根
                  - 純元王后
                  - 金左根

              - 金履慶
                - 金明淳
                  - 金弘根
                  - 金應根
                    - 金炳始

                  - 金興根
                    - 金炳德

            - 金省行
              - 金履長
                - 金頤淳
                  - 金汶根
                    - 哲仁王后
                    - 金炳弼

                - 金復淳
                  - 金泳根
                    - 金炳冀（过继给金左根）

            - 金元行
              - 金履直
                - 金麟淳
                  - 金洙根
                    - 金炳學
                    - 金炳國

            - 金坦行
              - 金履素
                - 金芝淳
                  - 金祖根（김조근）：朝鮮憲宗時的將軍
                    - 孝显王后

                  - 金輔根

        - 金昌翕
          - 金養謙
            - 金範行
              - 金履鉉
                - 金達淳 （김달순）
- 金克孝 （김극효）：敦寧府都正。
  - 金尚容 （김상용）：金克孝長子，右議政。
  - 金尚寬 （김상관）：金克孝三子。
    - 金光爀 （김광혁）
      - 金壽興 （김수흥）

  - 金履喬 金履度 金履載 金履陽
  - 金羲淳 （김희순）、金學淳、金蘭淳
  - 金教根 （김교근）、金大根
  - 金炳喬 金炳㴤
- 金佐鎮 （김좌진）：朝鮮將軍及獨立運動家。
  - 金斗漢 （김두한）：金佐鎮的兒子，韓國國會議員。
    - 金乙東：金斗漢的女兒、韓國演員，曾主演麻婆島，宋一國的母親。
- 領議政：金左根（김좌근）、金興根（김흥근）、金炳學（김병학）、金炳國（김병국）、金炳始（김병시）等。
- 判書：金洙根 （김수근）、金輔根 （김보근）、金炳冀 （김병기）、金炳㴤 （김병주）、金炳德 （김병덕）、金炳地 （김병지）、金炳喬 （김병교）

## 參看
- 朝鮮王朝
- 金姓 - 舊安東金氏